# Kamienica przy ulicy Lwowskiej 2 w Krakowie
Kamienica przy ulicy Lwowskiej 2 – zabytkowa kamienica znajdująca się w Krakowie, w dzielnicy XIII, w Podgórzu.
Kamienica została wzniesiona w latach 1887–1888 według projektu architekta Stanisława Serkowskiego. W 1923 roku budynek został nadbudowany o drugie piętro, zgodnie z projektem Salomona Feldmanna.
Kamienica została wpisana do gminnej ewidencji zabytków. Znajduje się na obszarze Podgórza, którego układ urbanistyczny został wpisany 26 października 1981 do rejestru zabytków.